# Maison de Nesmond
Pour les articles homonymes, voir De Nesmond.
La maison de Nesmond, est une famille originaire d'Irlande dont le nom est écrit dans les anciens titres indifféremment « Esmond », « d'Esmond » et « Nesmond ». 
Elle est divisée en cinq branches dont trois se sont établies dans l'ancienne province d'Angoumois. Les membres de cette famille, constamment attachés aux rois de France et à l’Église, ont occupé les emplois les plus honorables. Elle a donné trois évêques, de Rennes, de Montauban, et de Bayeux, un archevêque d'Albi et de Toulouse, un Commandeur de l'Ordre du Saint-Esprit, un Lieutenant Général des Armées Navales, Commandeur puis Grand-Croix de l'Ordre de Saint-Louis et Chevalier de la Toison d'or, mort à la veille d être honoré du bâton de Maréchal de France, ainsi que plusieurs autres Officiers de distinction… mais aussi deux ambassadeurs extraordinaires, des premiers Présidents au Parlement de Bordeaux, des Conseillers d’État Privé du Roi, un Premier président du Parlement de Paris.
L'origine de cette maison remonte à Jacques d'Esmond marié dès l'an 1000 avec Mathilde Coote, issue d'une des premières Maisons d'Écosse. 

## Membres notables
- André de Nesmond, (1641-1702), fut un officier de marine français.
- Henri de Nesmond, (1655-1727), fut un homme d'Église français.
- François de Nesmond, (1629-1715), fut un prélat catholique français.
- Joseph de Nesmond de Brie, (1675-1751), fut un officier de marine et aristocrate français.